# Rolesville
Rolesville è un comune degli Stati Uniti d'America, situato in Carolina del Nord, nella contea di Wake.